# جون ليونارد هاينز
جون ليونارد هاينز (بالإنجليزية: John L. Hines) (21 مايو 1868 - 13 أكتوبر 1968) كان جندي أمريكي و شغل منصب رئيس أركان الجيش الأمريكي بين عامي 1924-1926.